# Томас Кокрен
Томас Кокрен, граф Дандональд, маркіз Мараньян (англ. Thomas Alexander Cochrane, Earl of Dundonald, (порт. Thomas Alexander Cochrane, Marquês do Maranhão) (14 грудня 1775 — 31 жовтня 1860) — контр-адмірал, кавалер ордена підв'язки, радикальний британський політик і морський офіцер. Він був одним з найбільш ризикових і успішних капітанів Наполеонівських воєн, за що французи дали йому прізвисько le loup des mers («морський вовк»).
Після відставки з британського флоту він служив у військово-морських флотах Чилі, Бразильської імперії і Греції (1827 року замінив на посту головнокомандувача Андреаса Міауліса) протягом їх воєн за незалежність, після чого знову повернувся до британського флоту. Його життя служило натхненням для романів морської тематики Сесіла Скотта Форестера (цикл романів про Гораціо Горнблоуера) і Патріка О'Браєна (сага про капітана Обрі і доктора Метьюріна).